# 小行星10654
小行星10654（10654 Bontekoe）是一颗绕太阳运转的小行星，为主小行星带小行星。该小行星于1960年9月24日发现。

## 轨道参数
小行星10654的轨道半长轴为3.2577223 UA，离心率为0.023。